# فريق دبي للبولو
يعد فريق دبي للبولو أحد أنجح فرق البولو على الإطلاق، حيث يلعب على أعلى مستوى عالميًا. يمتلك فريق دبي للبولو قواعد في المملكة المتحدة وإسبانيا والولايات المتحدة الأمريكية والأرجنتين ودبي.
فاز فريق دبي للبولو ببطولة بريطانيا المفتوحة للكأس الذهبية وكأس كارتييه كوينز عدة مرات. راعي الفرق علي البواردي، وهو صاحب عمل ناجح، يمتلك أيضًا نادي ديزرت بالم للبولو في دبي. أدولفو كامبياسو هو لاعب منتظم في فريق دبي للبولو إلى جانب أبناء علي وعلي طارق وراشد. من بين اللاعبين البارزين الآخرين الذين كانوا في الفريق لولو كاستانولا ولوكاس مونتيفيردي وبابلو ماك دونو وبيكي دياز ألبيردي ومؤخرًا بارتولومي كاستانيولا وجيتا كاستانيولا.
كان علي البواردي أيضًا رئيسًا لنادي هام بولو لمدة ثماني سنوات.

## انتصارات
خلال موسم 2011، وصلت دبي إلى الدور ربع النهائي في كأس الملكة والكأس الذهبية.
وفي عام 2010، حقق الفريق المكون من راشد البواردي وفرانسيسكو فيسمارا وماتياس ماكدونو وأدولفو كامبياسو فوز دبي الرابع في كأس كوينز في نادي جاردز للبولو. كما فازوا بالكأس الذهبية في كاودراي في هذا العام.
في عام 2009، وصل الفريق إلى الدور نصف النهائي من كأس الملكة وخسر في نهائي الكأس الذهبية. لقد حققوا نجاحات على مستوى 12 هدفًا في كأس دبي في نادي هام بولو وقد وصلوا إلى النهائيات في كأس روهامبتون.

## موسم 2012
أكد فريق دبي للبولو أنهم سيشاركون في كأس الملكة والكأس الذهبية لبطولة بريطانيا المفتوحة عام 2012. الفريق سيكون:
1. راشد البواردي (2) 2. أليك وايت (2) 3. إجناسيو هيجوي (8) 4. أدولفو كامبياسو (10)
فازت دبي بكأس كارتييه كوينز 2012 ضد أياليا بنتيجة 12-11، وجاء الهدف الأخير من ركلة جزاء كامبياسو في الوقت الإضافي في شوكا النهائية.

## موسم 2013
يتكون فريق دبي لموسم المملكة المتحدة 2013 من: 1. راشد البواردي (2) 2. نيكولاس بيريس (7) 3. أدولفو كامبياسو (10) 4. أليك وايت (3)
وصلت دبي إلى الدور نصف النهائي من كأس الملكة في الحرس ونهائي الكأس الذهبية في بطولة بريطانيا المفتوحة في كاودراي بارك في ساسكس.
ثم لعب الفريق موسمه الأول في سوتوغراندي في إسبانيا بالتشكيلة التالية: 1. لويس دوميك (2) 2. مارتن فالينت (5) 3. أدولفو كامبياسو (10) 4. باتريسيو سييزا 